# Anapisa chrysopyga
Anapisa chrysopyga är en fjärilsart som beskrevs av Carl Plötz 1880. Anapisa chrysopyga ingår i släktet Anapisa och familjen björnspinnare. Inga underarter finns listade i Catalogue of Life.